# Ernst Kahl
Ernst Kahl (* 11. Februar 1949 in Kirchbarkau; † 5. Juli 2025 in Schwabstedt) war ein deutscher Cartoonist, Maler, Autor und Sänger.

## Leben
Kahl brach zwei Lehren ab, bevor er einige Semester an der Hochschule für Bildende Künste Hamburg studierte. Nebenbei arbeitete er als Leichenwäscher in einem Krankenhaus.
Einem größeren Publikum war Kahl als Vertreter der Komischen Kunst bekannt, vor allem durch seine satirischen Illustrationen. Seine Cartoons, Bilder und Bildergeschichten erschienen unter anderem in pardon, konkret, Titanic, Kowalski, stern, Süddeutsche Zeitung, Der Feinschmecker und Natur.
Das Wilhelm-Busch-Museum in Hannover zeigte 1994 eine große Einzelausstellung. 1995 eröffnete die Galerie für Komische Kunst Caricatura in Kassel mit der Werkschau 121 Meisterwerke – Ernst Kahl und die Kunst. Das Caricatura-Museum in Frankfurt am Main zeigte vom 7. Februar bis 12. Mai 2019 zu Ernst Kahls 70. Geburtstag eine Ausstellung unter dem Titel „Vergessene Katastrophen“.
Kahl war mit der Künstlerin Eva Muggenthaler verheiratet, mit der er zwei Kinder hat. Die Familie lebte in Schwabstedt und in Hamburg.

## Werke

### Buchveröffentlichungen (Auswahl)
- Bestiarium Perversum. Band 1. Galgenberg, Hamburg 1985, ISBN 3925387021
- Ernst Kahls Tierleben: Ein tierisches Erotikon. Haffmans, Zürich 1996, ISBN 3251002694
- Ernst Kahls Tafelspitzen: Kulinarische Pannen und andere Delikatessen. Kein & Aber, Zürich 2001, ISBN 3036952012
- Das letzte Bestiarium Perversum, 2005, ISBN 3036952306
- Prost Mahlzeit! Kein & Aber, Zürich 2010, ISBN 9783036952789
- Ernst Kahl – vergessene Katastrophen, hg. von Achim Frenz, München, Kunstmann Verlag 2019, ISBN 978-3-95614-311-3

Außer seinen Veröffentlichungen als Hauptautor sind seit 1983 zahlreiche Bücher erschienen, an denen er als Illustrator beteiligt war, darunter Kinderbücher, Sachbücher und Gedichtbände.

### Musik-Alben/Singles
Mit dem Gitarristen Hardy Kayser als Duo „Ernst Kahl & Kayser“:
- Im Kühlschrank brennt noch Licht (1996)
- Der Cowboy weint (2000)
- Täglich frisch (2001, mit Eva Muggenthaler)

Ebenso mit dem Gitarristen Hardy Kaiser, als Duo „Die trinkende Jugend“, die Single:
- Du Darfst  (1991, Polydor, OST zu „Manta Manta“)[7]

### Skulpturen
1997 wurde Kahls Skulptur Die Braut des Maurers im Rahmen der Caricatura III vor dem Kasseler Kulturbahnhof installiert. Die gut zwei Meter hohe Mauer hat auf ihrer Stirnseite eine vertikale Öffnung in Hüfthöhe, der Künstler bezeichnete sie selber als „Erotische Skulptur“. Sie galt als Antwort auf die auf aufwändige Außenkunstwerke verzichtende Documenta 10.

### Filme
Als Regisseur und Drehbuchautor:
- Archie (1994, Kurzfilm)
- Der Lober (1996, Kurzfilm)
- Everybody Glad in Trinidad (1996, Kurzfilm)

Als Drehbuchautor:
- Werner – Beinhart! (1990), mit Rötger Feldmann
- Wir können auch anders … (1993), mit Detlev Buck
- Die drei Mädels von der Tankstelle (1997)

Als Schauspieler:
- Ein Lied von Liebe und Tod – Gloomy Sunday (1999), in der Rolle des Zeichners Ferenc Torresz

## Preise und Auszeichnungen
- 1989: 1. Preis des Wettbewerbs Cartoonale, ausgeschrieben vom Kunstmuseum Düsseldorf
- 1992: Auszeichnung des Art Directors Club Deutschland für „Kahls Tafelspitzen“ – regelmäßig in der Zeitschrift Der Feinschmecker veröffentlichte Cartoons
- 1993: Bundesfilmpreis für das Drehbuch zu Wir können auch anders … (mit Detlev Buck)
- 1995: Nominierung für den Deutschen Kurzfilmpreis für Archie
- 2007: Göttinger Elch für sein Lebenswerk[8]
- 2011: Wilhelm-Busch-Preis[9]
- 2014: Sondermann-Preis für komische Kunst